# Acleris caledoniana
Acleris caledoniana is een vlinder uit de familie bladrollers (Tortricidae). De wetenschappelijke naam is voor het eerst geldig gepubliceerd in 1852 door Stephens.
De soort komt voor in Europa.